# Hwang Seok-ho
Hwang Seok-ho (en coreano: 황석호; Cheongju, Chungcheong del Norte, 27 de junio de 1989) es un futbolista surcoreano que juega como defensa en el Suwon Samsung Bluewings F. C. de la K League 2.

## Selección nacional

### Juveniles
En julio de 2012 fue incluido en la lista de 18 jugadores que representaron a Corea del Sur en el torneo de fútbol Mmsculino de los Juegos Olímpicos de Londres 2012 y obtuvieron la medalla de bronce.

### Selección absoluta
El 8 de mayo de 2014, el entrenador Hong Myung-bo lo incluyó en la lista final de 23 jugadores que competirán en la Copa Mundial de Fútbol de 2014.

### Participaciones en Copas del Mundo
| Mundial                        | Sede          | Resultado        |
| ------------------------------ | ------------- | ---------------- |
| Copa Mundial Sub-17 de 2007    | Corea del Sur | Primera ronda    |
| Copa Mundial Sub-20 de 2009    | Egipto        | Cuartos de final |
| Copa Mundial de Fútbol de 2014 | Brasil        | Fase de grupos   |

## Clubes
| Club                          | País          | Año       |
| ----------------------------- | ------------- | --------- |
| Sanfrecce Hiroshima           | Japón         | 2012-2014 |
| Kashima Antlers               | Japón         | 2015-2016 |
| Tianjin Teda                  | China         | 2017      |
| Shimizu S-Pulse               | Japón         | 2018-2020 |
| Sagan Tosu                    | Japón         | 2021-2024 |
| Ulsan HD F. C.                | Corea del Sur | 2024-2025 |
| Suwon Samsung Bluewings F. C. | Corea del Sur | 2025-     |

## Palmarés

### Títulos nacionales
| Título             | Club                | País          | Año  |
| ------------------ | ------------------- | ------------- | ---- |
| J1 League          | Sanfrecce Hiroshima | Japón         | 2012 |
| Supercopa de Japón | Sanfrecce Hiroshima | Japón         | 2013 |
| J1 League          | Sanfrecce Hiroshima | Japón         | 2013 |
| Supercopa de Japón | Sanfrecce Hiroshima | Japón         | 2014 |
| Copa J. League     | Kashima Antlers     | Japón         | 2015 |
| J1 League          | Kashima Antlers     | Japón         | 2016 |
| Copa del Emperador | Kashima Antlers     | Japón         | 2016 |
| K League 1         | Ulsan HD F. C.      | Corea del Sur | 2024 |